# Cornelio de Palacio y Lanzagorta
Cornelio Cipriano de Palacio y Lanzagorta (Gordejuela, Vizcaya, 15 de septiembre de 1788 - Bilbao, 26 de febrero de 1854) fue un político y alcalde español. En 1821 había sido miliciano de la columna volante destacada en Galdácano. En el año 1835, fue nombrado regidor por el Banco de San Pablo. En 1841, fue nombrado nuevamente regidor por el Brigadier Martín Zurbano. Fue nombrado Alcalde de Bilbao en enero de 1842, puesto en el que permaneció hasta diciembre de 1842. Participó en diversas comisiones del Ayuntamiento de Bilbao: Comisionado de los Prestamistas del Colegio Vizcaya en 1847; Tesorero de la Segunda Empresa de la Plaza Nueva en 1847; y en 1850, Tesorero de las Accionistas del Puente de Isabel II. Cornelio de Palacio se casó en 1818 con Ceferina Sebastiana de Muruaga y Amézaga (1801-1862). Fruto de este enlace tuvieron, entre otros hijos, a Encarnación Venancia de Palacio Muruaga, la cual casó con Don Domingo de Epalza y Larraondo dando así continuidad a una importante familia de lingüistas, empresarios y políticos vascos.